# كأس النخبة اللبناني 2012
كأس النخبة اللبناني 2012 هو موسم من كأس النخبة اللبناني. فاز فيه نادي الصفاء اللبناني.